# Onze d'or 2000
 (décembre 2022).
Si vous disposez d'ouvrages ou d'articles de référence ou si vous connaissez des sites web de qualité traitant du thème abordé ici, merci de compléter l'article en donnant les références utiles à sa vérifiabilité et en les liant à la section « Notes et références ».
Le Onze d'or 2000 est un trophée récompensant les meilleurs footballeurs évoluant en Europe lors de l'année 2000, remis par le magazine français Onze Mondial.
Le trophée est remporté par Zinédine Zidane pour la deuxième fois de sa carrière. Il devance largement Luís Figo et Thierry Henry.
La liste des joueurs ayant été nommés pour le Onze d'or 2000 est publiée dans le magazine Onze Mondial en octobre 2000. Après un vote des lecteurs, les résultats sont annoncés au début du mois de décembre lors d'une cérémonie à Turin.

## Gardiens
- Christian Abbiati (Milan AC)
- Fabien Barthez (AS Monaco/Manchester United)[5]
- Iker Casillas (Real Madrid)[5]
- Jerzy Dudek (Feyenoord Rotterdam)
- Richard Dutruel (Celta Vigo/FC Barcelone)
- Sébastien Frey (Hellas Vérone/Inter Milan)
- Oliver Kahn (Bayern Munich)[5]
- Faryd Mondragon (CA Independiente/FC Metz)
- Rüstü Reçber (Fenerbahçe SK)
- Peter Schmeichel (Sporting CP)
- Claudio Taffarel (Galatasaray SK)
- Francesco Toldo (ACF Fiorentina)[5]
- Edwin van der Sar (Juventus FC)

## Arrières centraux
- Laurent Blanc (Inter Milan)[6]
- Sol Campbell (Tottenham Hotspur)
- Fabio Cannavaro (Parme AC)
- Philippe Christanval (AS Monaco)
- Ivan Cordoba (Inter Milan)
- Alessandro Costacurta (Milan AC)
- Frank de Boer (FC Barcelone)
- Marcel Desailly (Chelsea FC)
- Roy Keane (Manchester United)
- Samuel Kuffour (Bayern Munich)
- Frank Lebœuf (Chelsea FC)
- Rafael Márquez (AS Monaco)
- Paolo Montero (Juventus FC)
- Alessandro Nesta (SS Lazio Rome)[6]
- Jaap Stam (Manchester United)

## Arrières gauches
- Celestine Babayaro (Chelsea FC)
- Vincent Candela (AS Rome)
- Amedeo Carboni (Valence CF)
- Cristian Chivu (Ajax Amsterdam)
- Jose Maria Esquerdinha (FC Porto)
- Dennis Irwin (Manchester United)
- Bixente Lizarazu (Bayern Munich)[6]
- Paolo Maldini (Milan AC)
- Roberto Carlos (Real Madrid)
- Mendes Campos Sylvinho (Arsenal FC)

## Arrières droits
- Jocelyn Angloma (Valence CF)[6]
- Paul Bosvelt (Feyenoord Rotterdam)
- Marcos Evangelista Cafu (AS Rome)
- Paolo Negro (SS Lazio Rome)
- Gary Neville (Manchester United)
- Christian Panucci (Inter Milan/Chelsea FC)
- Willy Sagnol (AS Monaco/Bayern Munich)
- Michel Salgado (Real Madrid)
- Lilian Thuram (Parme AC)

## Milieux défensifs
- Demetrio Albertini (Milan AC)
- Francisco Da Costa (AS Monaco)
- Edgar Davids (Juventus FC)
- Didier Deschamps (Chelsea FC/Valence CF)
- Martin Djetou (AS Monaco)
- Emerson Ferreira (Bayer Leverkusen/AS Rome)
- Francisco Javier Farinos (Valence CF/Inter Milan)
- Jens Jeremies (Bayern Munich)
- Peter Luccin (Olympique de Marseille/Paris Saint-Germain)
- Fernando Redondo (Real Madrid/Milan AC)
- Diego Simeone (SS Lazio Rome)
- Jose Luis da Cruz Vidigal (Sporting CP/SSC Naples)
- Patrick Vieira (Arsenal FC)[7]

## Milieux relayeurs
- Olivier Dacourt (RC Lens/Leeds United)
- Stefan Effenberg (Bayern Munich)
- Belözoğlu Emre (Galatasaray SK)
- Lopez Gerard (Valence CF/FC Barcelone)
- Ludovic Giuly (AS Monaco)
- Bart Goor (RSC Anderlecht)
- Sabri Lamouchi (AS Monaco/Parme AC)
- Steve McManaman (Real Madrid)
- Johan Micoud (Girondins de Bordeaux/Parme AC)
- Gaizka Mendieta (Valence CF)[7]
- Pavel Nedved (SS Lazio)
- Emmanuel Petit (Arsenal FC/FC Barcelone)
- Sergio Conceiçao (SS Lazio Rome/Parme AC)
- Paul Scholes (Manchester United)
- Dennis Wise (Chelsea FC)

## Milieux offensifs
- David Beckham (Manchester United)
- Luís Figo (FC Barcelone/Real Madrid)[7]
- Stefano Fiore (Udinese)
- Marcelo Gallardo (AS Monaco)
- Gheorghe Hagi (Galatasaray SK)
- Robert Pirès (Olympique de Marseille/Arsenal FC)
- Andrea Pirlo (Reggina/Inter Milan)
- Vitor Barbosa Rivaldo (FC Barcelone)
- Rui Costa (ACF Fiorentina)
- Mehmet Scholl (Bayern Munich)
- Juan Sebastián Verón (SS Lazio Rome)
- Zlatko Zahovic (Olympiakos Le Pirée/Valence CF)
- Zinédine Zidane (Juventus FC)[7]
- Gianfranco Zola (Chelsea FC)
- Yasin Kara (Besiktas JK)

## Attaquants
- Nicolas Anelka (Real Madrid/Paris Saint-Germain)
- Sonny Anderson (Olympique lyonnais)
- Roberto Baggio (Inter Milan/Brescia)
- Gabriel Batistuta (ACF Fiorentina/AS Rome)
- Dennis Bergkamp (Arsenal FC)
- Christian Corrêa Dionisio (Paris Saint-Germain)
- Claudio Lopez (Valence CF/SS Lazio Rome)
- Hernán Crespo (Parme AC/SS Lazio Rome)
- Youri Djorkaeff (FC Kaiserslautern)
- Christophe Dugarry (Girondins de Bordeaux)
- Giovane Élber (Bayern Munich)
- Ryan Giggs (Manchester United)
- Hakan Şükür (Galatasaray SK/Inter Milan)
- Jimmy Floyd Hasselbaink (Atletico Madrid/Chelsea FC)
- Thierry Henry (Arsenal FC)[8]
- Filippo Inzaghi (Juventus FC)
- Simone Inzaghi (SS Lazio Rome)
- Mário Jardel (FC Porto/Galatasaray SK)
- Patrick Kluivert (FC Barcelone)
- Roy Makaay (Deportivo La Corogne)
- Martin Max (TSV Munich 1860)
- Savo Milosevic (Real Saragosse/Parme AC)
- Vincenzo Montella (AS Rome)
- Fernando Morientes (Real Madrid)
- Shabani Nonda (Stade rennais/AS Monaco)
- Nuno Gomes (SL Benfica/ACF Fiorentina)
- Marc Overmars (Arsenal FC/FC Barcelone)
- Michael Owen (Liverpool FC)
- Kevin Phillips (Sunderland AFC)
- Raul Gonzalez Blanco (Real Madrid)[8]
- Salva Ballesta (Racing Santander/Atletico Madrid)
- Alan Shearer (Newcastle United)
- Andriy Shevchenko (Milan AC)[8]
- Marco Simone (AS Monaco)
- Jon Dahl Tomasson (Feyenoord Rotterdam)
- Francesco Totti (AS Rome)
- David Trezeguet (AS Monaco/Juventus FC)[8]
- Ruud van Nistelrooy (PSV Eindhoven)
- George Weah (Milan AC/Chelsea FC/Manchester City)
- Sylvain Wiltord (Girondins de Bordeaux/Arsenal FC)
- Boudewijn Zenden (FC Barcelone)

## Entraîneurs
- Carlo Ancelotti (Juventus FC)
- Héctor Cúper (Valence CF)
- Vicente del Bosque (Real Madrid)
- Sven-Göran Eriksson (SS Lazio Rome)
- Alex Ferguson (Manchester United)
- Ottmar Hitzfeld (Bayern Munich)
- Javier Irureta (Deportivo La Corogne)
- Roger Lemerre (Équipe de France)
- Claude Puel (AS Monaco)
- Fatih Terim (Galatasaray SK/ACF Fiorentina)
- Arsène Wenger (Arsenal FC)
- Dino Zoff (Équipe d'Italie)